# استورا صوفیه
استورا صوفیه (به انگلیسی: Stora Sofia) یک کشتی بود که طول آن 147½ Danish feet بود.